# Szucsánszki Zita
Szucsánszki Zita (Budapest, 1987. május 22. –) magyar válogatott kézilabdázó, átlövő-irányító. Jelenleg a MOL Esztergom játékosa, valamint erőnléti edzője.

## Sportpályafutása
Komolyabb kézilabda-karrierje 13 évesen, a Postás együttesében kezdődött. Előtte az FSZSE nevű egyesület edzéseit látogatta, itt tanulta meg az alapokat és itt figyeltek fel a tehetségére. Itt 2 évet játszott, ezután a Kőbányai Spartacus csapatához igazolt. 2005 óta a Ferencváros játékosa, itt mutatkozhatott be az élvonalban. A válogatottban 2006. november 4-én Szlovákia ellen mutatkozott be. 2011-ben az év női kézilabdázójának választották Magyarországon. Tagja volt a 2021 nyarán megrendezett tokiói olimpián szereplő válogatottnak. A harmadik csoportmérkőzést követően vállsérülés miatt kikerült a keretből.

## Sikerei
- KEK győztes (2011, 2012)
- EHF-kupa-győztes (2006)
- Bajnokok Ligája ezüstérmes (2023)
- Magyar bajnok (2007, 2015, 2021)
- Bajnoki ezüstérmes (2006, 2012, 2013, 2014, 2016, 2017, 2018, 2019, 2022, 2023)
- Bajnoki bronzérmes (2011)
- Magyar kupa-aranyérmes (2017, 2022, 2023[5])
- Magyar kupa-ezüstérmes (2007)
- Magyar kupa-bronzérmes (2006, 2021)

## Díjai, elismerései
- Az év magyar kézilabdázója (2011, 2015, 2016)[6]
- Az év kőbányai sportolója (2015)[7]

## Magánélete
Férje Elek Gábor, aki 15 évig a Fradit, jelenleg az Esztergomot irányító kézilabda vezetőedző. 2019-ben született meg közös gyermekük, Levente.